# Sognando Manhattan (film 2016)
Sognando Manhattan (Summer in the City) è un film televisivo del 2016 diretto da Vic Sarin.

## Trama
Taylor lavora in un negozio di abbigliamento nell'Ohio e ha un talento nel trattare con le clienti e individuare l'abito giusto per loro. Questa sua capacità viene notata dall'imprenditrice Alyssa, che le offre di dirigere il suo negozio d'alta moda a New York. Taylor si trasferisce quindi nella Grande Mela dove, mentre mette a frutto le sue conoscenze per risollevare le vendite del negozio di Alyssa, fa amicizia con l'agente immobiliare Phil, che sogna di aprire un food truck.

## Distribuzione
È andato in onda su Hallmark Channel il 13 agosto 2016, mentre in Italia su Rai 1 il 30 agosto 2017.